# Гарлен
Гарле́н (фр. Garlin) — коммуна во Франции, находится в регионе Аквитания. Департамент — Атлантические Пиренеи. Входит в состав кантона Тер-де-Люи и Кото-дю-Вик-Бий. Округ коммуны — По.
Код INSEE коммуны — 64233.

## География

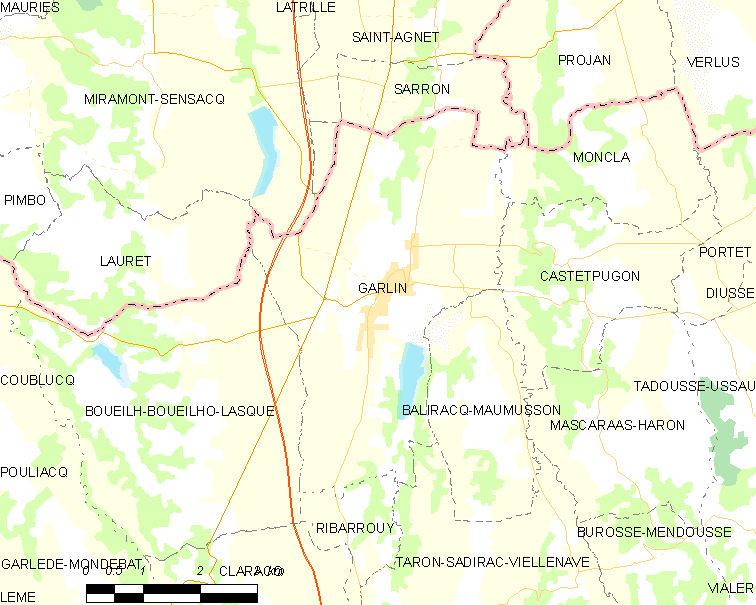
Карта коммуны

Коммуна расположена приблизительно в 630 км к югу от Парижа, в 145 км южнее Бордо, в 30 км к северу от По.
На северо-востоке коммуны протекает река Леес.

### Климат
Климат тёплый океанический. Зима мягкая, средняя температура января — от +5°С до +13°С, температуры ниже −10 °C бывают редко. Снег выпадает около 15 дней в году с ноября по апрель. Максимальная температура летом порядка 20-30 °C, выше 35 °C бывает очень редко. Количество осадков высокое, порядка 1100 мм в год. Характерна безветренная погода, сильные ветры очень редки.

## Население
Население коммуны на 2010 год составляло 1379 человек.
| 1962 | 1968 | 1975 | 1982 | 1990 | 1999 | 2010 |
| ---- | ---- | ---- | ---- | ---- | ---- | ---- |
| 1044 | 1085 | 1083 | 1195 | 1204 | 1205 | 1379 |

## Администрация
| Период | Период | Фамилия         | Партия | Примечания |
| ------ | ------ | --------------- | ------ | ---------- |
| 1965   | 1971   | Анри Сибор      |        | сенатор    |
| 1971   | 1983   | Анри Тонне      |        |            |
| 1983   | 2008   | Марсель Публан  |        |            |
| 2008   | 2020   | Жан-Жак Серизер |        |            |

## Экономика
В 2010 году среди 785 человек трудоспособного возраста (15-64 лет) 579 были экономически активными, 206 — неактивными (показатель активности — 73,8 %, в 1999 году было 70,3 %). Из 579 активных жителей работали 529 человек (286 мужчин и 243 женщины), безработных было 50 (26 мужчин и 24 женщины). Среди 206 неактивных 47 человек были учениками или студентами, 99 — пенсионерами, 60 были неактивными по другим причинам.

## Достопримечательности
- Церковь Св. Иоанна (XII век)[4]
- Церковь Св. Иоанна Крестителя (XIX век)[5]

## Города-побратимы
- Аербе (Испания, с 1977)

## Фотогалерея

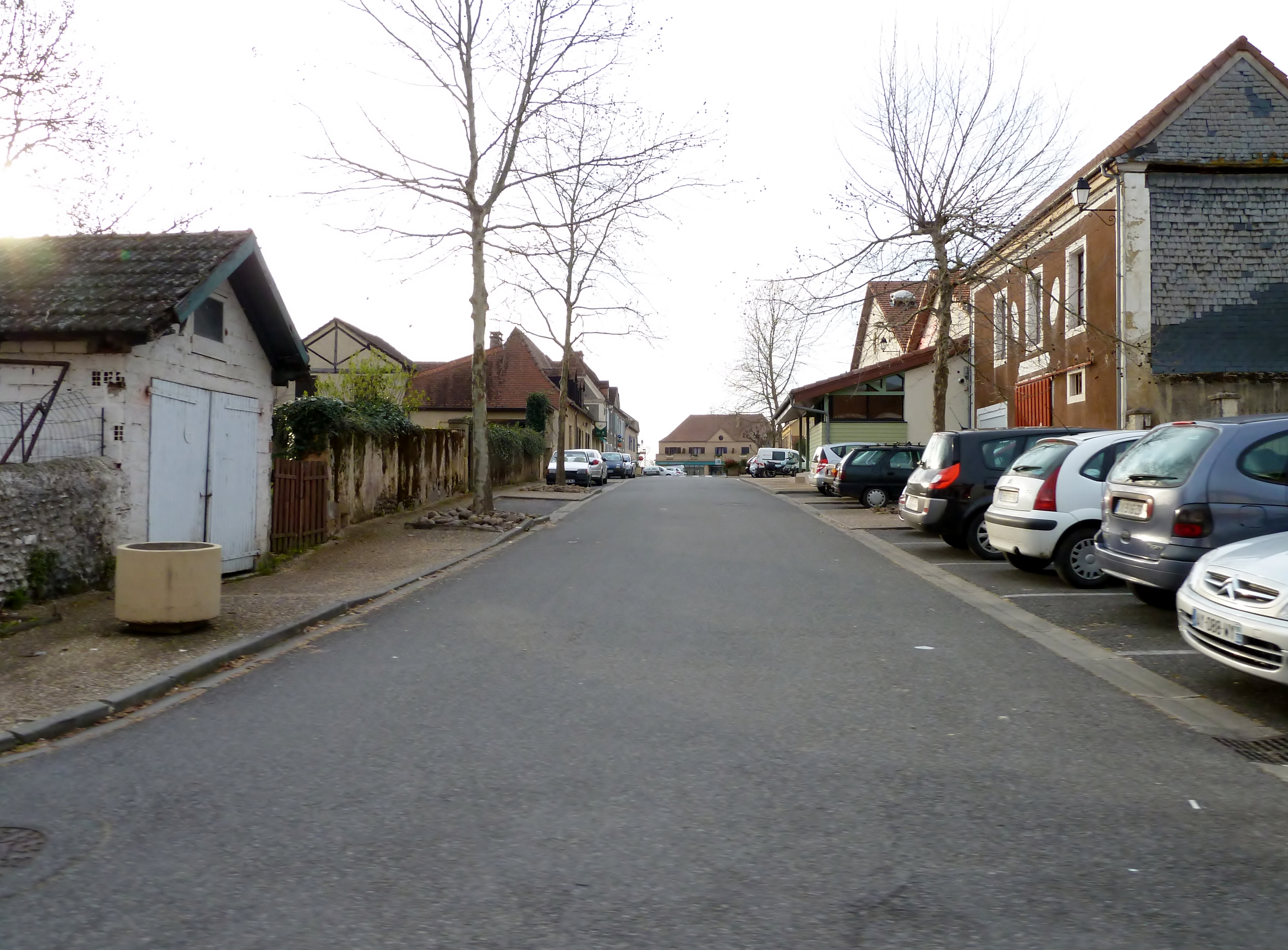
Гарлен
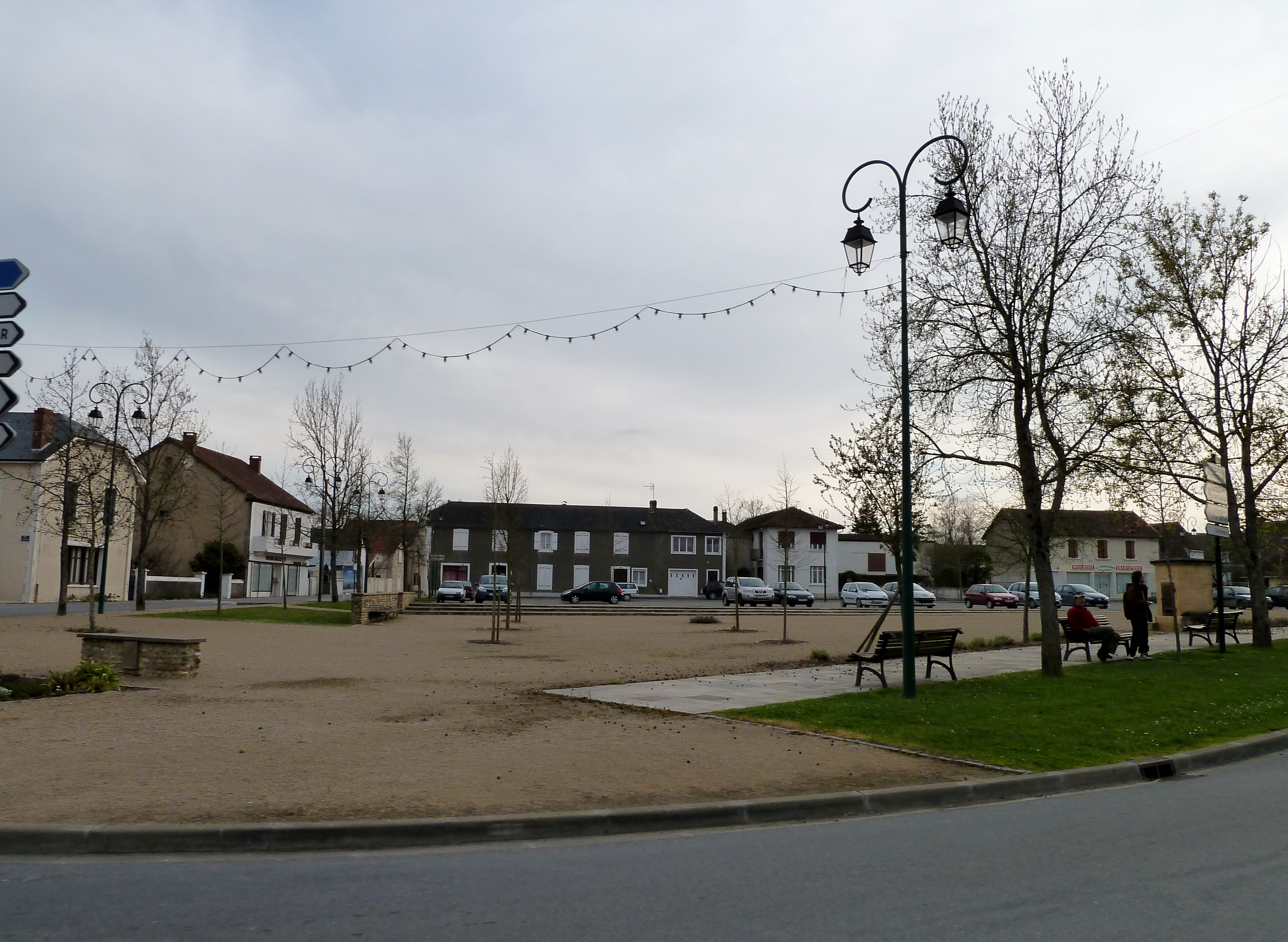
Гарлен
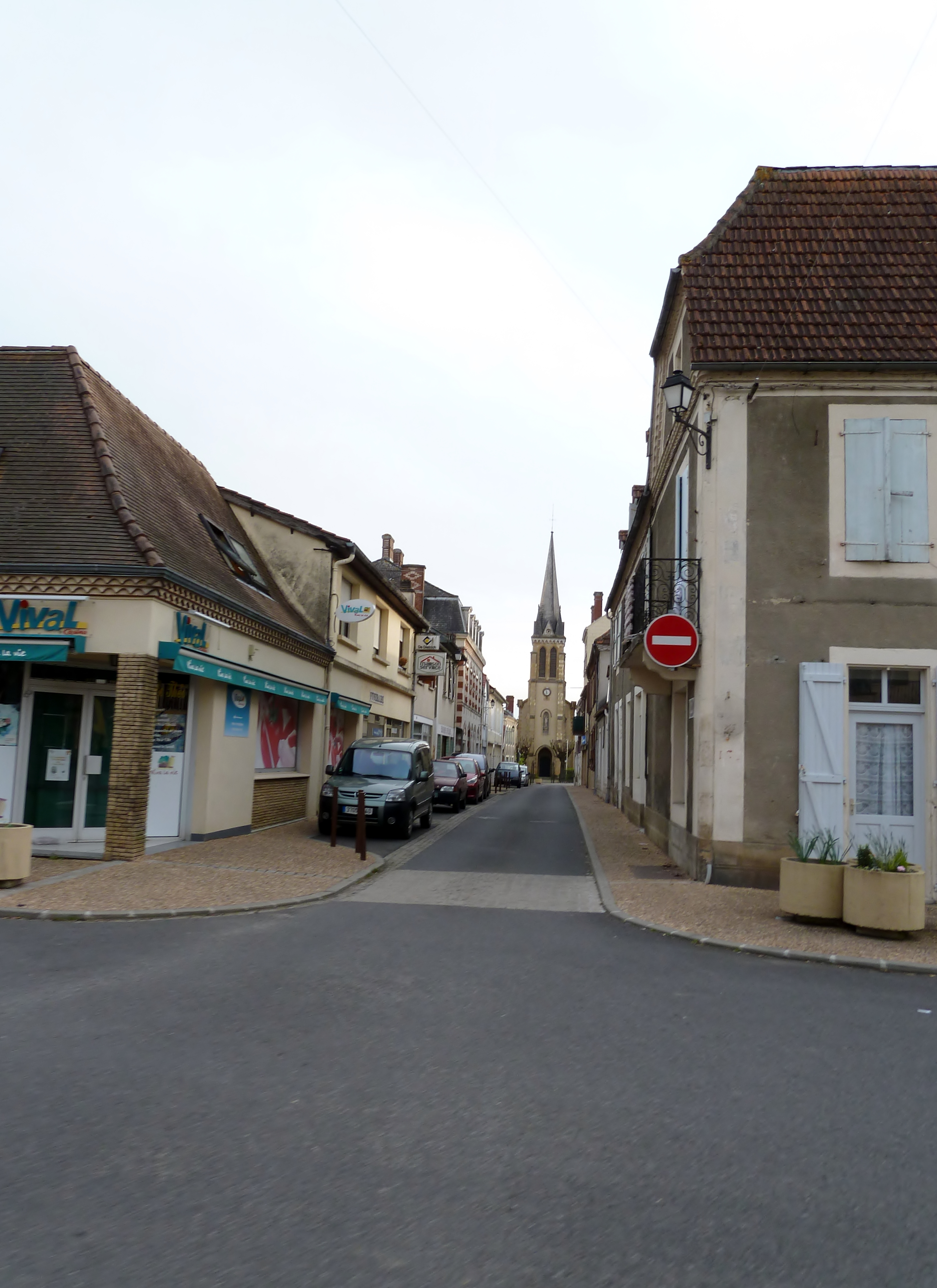
Гарлен
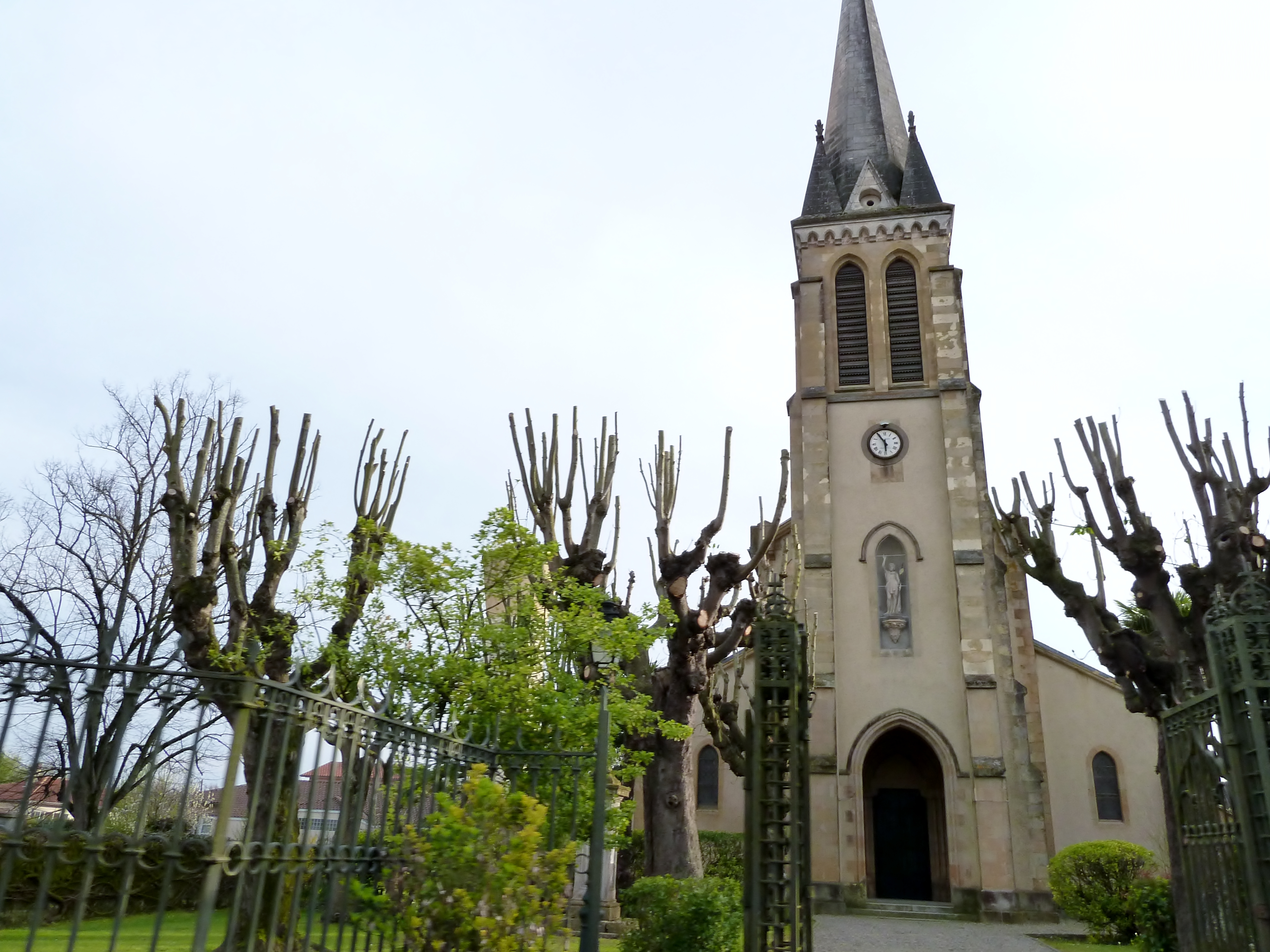
Церковь Св. Иоанна
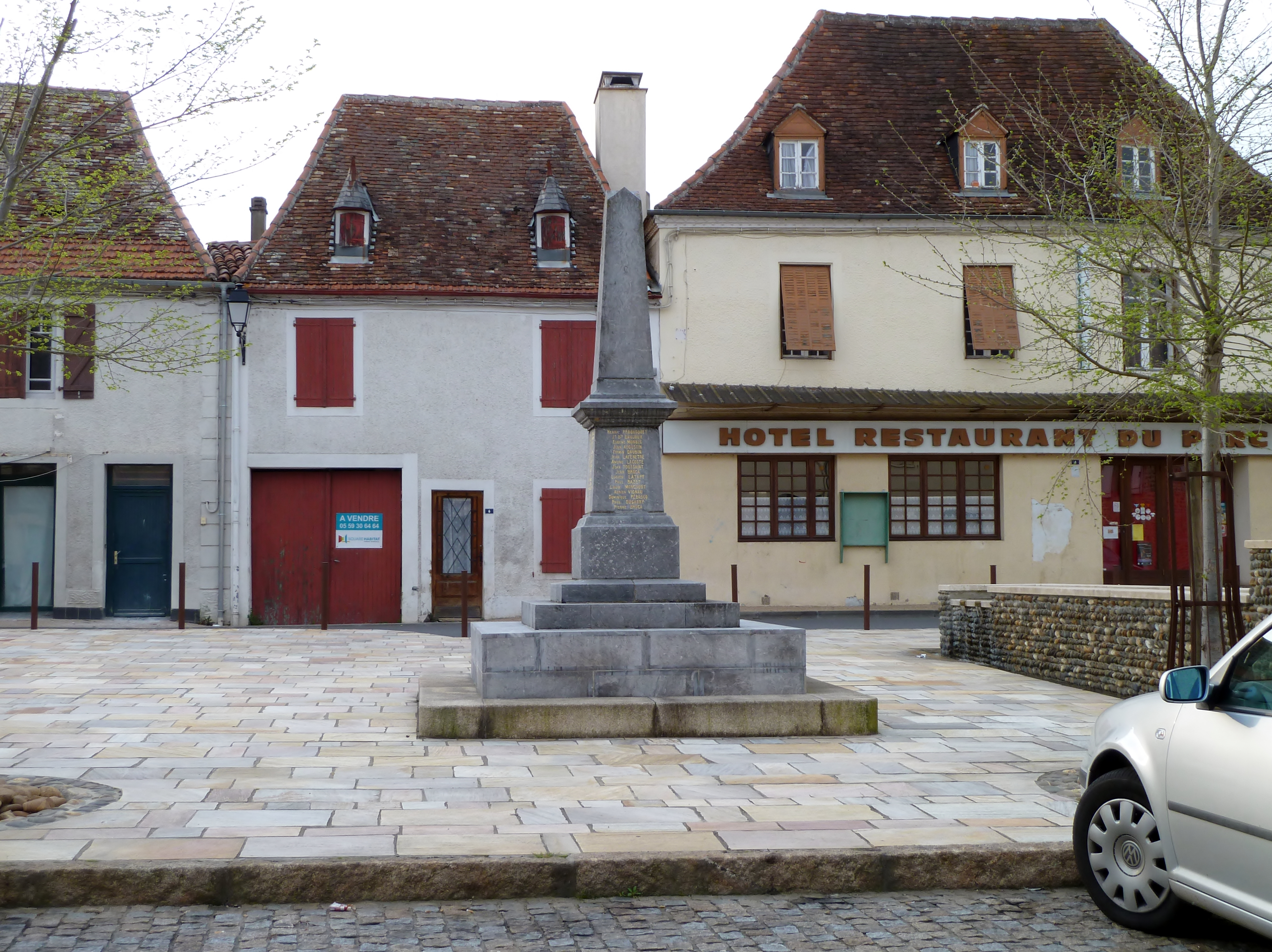
Военный мемориал